# Сенпопол
Сенпопол (пољ. Sępopol) град је у Пољској у Војводству варминско-мазурском. По подацима из 2012. године број становника у месту је био 2093.

## Становништво
| 2012. |
| ----- |
| 2.093 |